# Gedalias (filho de Pasur)
Gedalias (em hebraico: gedalyahu, lit. "Grande é Javé") foi filho de Pasur e um nobres que se opuseram ao profeta Jeremias e o prenderam numa cisterna.